# Repräsentantenhaus (Jamaika)
Das Repräsentantenhaus von Jamaika (Englisch: House of Representatives) ist das Unterhaus des Parlaments von Jamaika. Es hat wie der Senat seinen Sitz im George William Gordon House in Kingston. Die Parlamentssprecherin seit dem 26. September 2023 Juliet Holness. Das Repräsentantenhaus hat 63 Mitglieder, welche alle fünf Jahre gewählt werden.